# Рат, Джесси
Дже́сси Рат (англ. Jesse Rath, род. 11 февраля 1989, Монреаль, Квебек) — канадский актёр. Наиболее известен по роли Алака Тарра в телесериале «Вызов».

## Биография
Родился в Монреале, Квебек. Его мать происходит из гоанских индийцев, а отец имеет британские и австрало-еврейские корни. У него есть старшая сестра Миган Рат. В телесериале «Быть человеком» сыграл младшего брата героини Миган.
Играл одну из главных ролей в телесериале «18 для жизни». В 2011 году сыграл в независимом фильме «Вой: Перерождение».

## Личная жизнь
Женат на канадской актрисе Холли Дево.

## Фильмография
| Год       |     | Русское название                    | Оригинальное название            | Роль                    |
| --------- | --- | ----------------------------------- | -------------------------------- | ----------------------- |
| 2005      | ф   | Триумф                              | The Greatest Game Ever Played    | бегун                   |
| 2008      | ф   | Битва за выпускной                  | Prom Wars: Love Is a Battlefield | Фрэнсис                 |
| 2009      | тф  | Мёртвые, как я: Жизнь после смерти  | Dead Like Me: Life After Death   | подросток               |
| 2009—2010 | с   | Настоящий Арон Стоун                | Aaron Stone                      | Рэм                     |
| 2009      | ф   | Троцкий                             | The Trotsky                      | Дуайт                   |
| 2009      | кор | Кредо убийцы                        | Assassin’s Creed: Lineage        | Федерико Аудиторе       |
| 2010—2011 | с   | 18 для жизни                        | 18 to Life                       | Кантер Бойд             |
| 2011      | ф   | Вой: Перерождение                   | The Howling: Reborn              | Сашин                   |
| 2012      | ф   | Приятная ложь                       | The Good Lie                     | Джесси                  |
| 2012—2013 | с   |                                     | Mudpit                           | Лиам                    |
| 2012      | с   | Моя няня — вампир                   | My Babysitter’s a Vampire        | красавчик Хотеп         |
| 2013      | тф  |                                     | His Turn                         | Диско                   |
| 2013—2014 | с   | Быть человеком                      | Being Human                      | Робби Малик             |
| 2013—2015 | с   | Вызов                               | Defiance                         | Алак Тарр               |
| 2016      | с   | Реанимация                          | Code Black                       | Джеймс                  |
| 2016      | с   |                                     | 19-2                             | Оуэн                    |
| 2016      | с   | Судебное дело                       | The Brief                        | Остин                   |
| 2016—2017 | с   | Завтра не наступит                  | No Tomorrow                      | Тимоти Фингер           |
| 2018—2021 | с   | Супергёрл                           | Supergirl                        | Куирл Докс / Брейниак 5 |
| 2018      | с   | Без вести                           | Gone                             | агент Риггс             |
| 2019      | ф   | Джей и Молчаливый Боб: Перезагрузка | Jay and Silent Bob Reboot        | камео                   |

## Награды и номинации
| Год  | Награда              | Категория                                                          | Работа        | Результат |
| ---- | -------------------- | ------------------------------------------------------------------ | ------------- | --------- |
| 2010 | Джемини              | Лучший актёрский состав в комедийной программе или телесериале     | 18 для жизни  | Номинация |
| 2011 | Джемини              | Лучший актёрский состав в комедийной программе или телесериале     | 18 для жизни  | Номинация |
| 2017 | Канадская кинопремия | Лучший актёр в программе или сериале, созданном для цифровых медиа | Судебное дело | Номинация |